# Iso-Panka
Iso-Panka eller Pankajärvi är en sjö i Finland. Den ligger i kommunerna Pielavesi och Kuopio i landskapet Norra Savolax, i den centrala delen av landet, 300 km norr om huvudstaden Helsingfors. Iso-Panka ligger 122,5 meter över havet. Den är 16 meter djup. Arean är 5,41 kvadratkilometer och strandlinjen är 25,15 kilometer lång. Sjön  ingår i Kymmene älvs huvudavrinningsområde.   I omgivningarna runt Iso-Panka växer i huvudsak blandskog.